# Hingoli
Hingoi est une ville indienne située dans le district d'Hingoli dans l’État du Maharashtra. En 2011, sa population était de 85 102 habitants.

## Source de la traduction
- (en) Cet article est partiellement ou en totalité issu de l’article de Wikipédia en anglais intitulé « Hingoli » (voir la liste des auteurs).